# 19620 Auckland
19620 Auckland è un asteroide della fascia principale. Scoperto nel 1999, presenta un'orbita caratterizzata da un semiasse maggiore pari a 2,6975016 au e da un'eccentricità di 0,1430327, inclinata di 14,04329° rispetto all'eclittica.
L'asteroide è dedicato all'omonima città neozelandese.